# Carter Brown
Pour les articles homonymes, voir Brown.
Œuvres principales
- Série Al Wheeler

Carter Brown, pseudonyme d'Alan Geoffrey Yates, né le 1er août 1923, à Londres, et mort le 5 mai 1985, à Sydney, est un écrivain australien, auteur de nombreux romans policiers.

## Biographie
Lieutenant de la Royal Navy de 1942 à 1946, il travaille deux ans comme preneur de son pour la Gaumont britannique, puis émigre en Australie en 1948. Naturalisé australien la même année, il travaille aux relations publiques de la compagnie aérienne Qantas et publie Venus Unarmed, son premier roman, en 1953. Il devient un prolifique auteur de romans policiers sous le pseudonyme de Peter Carter Brown, puis simplement Carter Brown pour satisfaire au goût du marché américain.
Il publie aussi sous son propre nom et sous les pseudonymes Caroline Farr, Tex Conrad, Tom Conway, Paul Valdez. Avec ces trois derniers, il touche d'autres genres : western, horreur, science-fiction… Ses romans, d'abord destinés au public australien, sont rapidement publiés aux États-Unis aux éditions Signet, puis en France, dans la Série noire des éditions Gallimard à partir de 1959. Il publie plus de 200 romans de 1953 à 1981. À son actif également, 52 nouvelles publiées dans une édition australienne bon marché entre 1951 et 1954. Ses ouvrages ont fait l'objet d'une série radiophonique en Australie, ainsi que d'un spectacle musical, The Stripper, présenté à Sydney en 1982.

## Style littéraire
Les romans noirs de Carter Brown, écrits sur un ton plutôt léger, sont si imprégnés de l'ambiance américaine que son éditeur français le publie dans la Série noire en présentant ses ouvrages comme traduits de l'américain. Les lecteurs américains étaient, eux, parfois surpris par ses anglicismes.
Les titres français sont racoleurs avec, parfois, des jeux de mots approximatifs qu'affectionnaient les responsables de la Série noire, d'autant que Gallimard en a édité ou ré-édité bon nombre dans les années 1970-1980, dans la collection Carré noir, avec des couvertures du même acabit. Il est vrai que Carter Brown a lui-même suivi l'évolution des mœurs en pimentant ses ouvrages de scènes sensuelles à partir des années 1970.

## Personnages récurrents
Ses héros sont généralement des détectives : Al Wheeler, lieutenant de police exerçant son activité à Pine City, une ville californienne fictive, Danny Boyd, personnage sans scrupules, ou Rick Holman, spécialiste du milieu hollywoodien, dont l'insolence auprès de leurs clients comme des « méchants » leur vaut force raclées qu'ils rendent avec intérêts. Son personnage récurrent le plus intéressant, parce que hors normes, demeure toutefois la jeune, jolie et pas très intelligente Mavis Seidlitz, l'assistante du détective Johnny Rio, une ravissante blonde aux formes pulpeuses qui a le don d'attirer, grâce à sa candeur proverbiale, les truands de tous poils que son patron s'empresse de mettre sous les verrous. Or, Mavis sait aussi, lorsque nécessaire, se défendre seule, car cette championne de judo et de karaté n'a qu'un petit problème : certaines prises d'arts martiaux quand elle les exécute sur son adversaire décontenancé font trop souvent céder les bretelles de son lourd soutien-gorge...

## Œuvre

### Ouvrages sous le nom de A.G.Yates
- The Cold Dark Hours  (1958)
- Coriolanus, the Chariot  (1978)
- Ready when you Are, C.B. !  (1983), autobiographie

### Romans sous le nom de Carter Brown
Tous les titres traduits en français sont parus aux éditions Gallimard

#### SérieAl Wheeler
- The Blonde (1955) - réédition révisée sous le même titre aux États-Unis chez Signet Books no S1565 (1958) et en Australie dans la collection The Carter Brown Mystery Series no 67 (1958) Publié en français sous le titre Un paquet de blondes - Série noire no 482 (1959) - La Poche noire no 6 (1967) - Carré noir no 49 (1972)
- Blonde Verdict - The Carter Brown Mystery Series no 13 (1956), The Brazen (édition révisée pour les États-Unis - Signet Books no S1836 1960, puis en Australie : The Carter Brown Mystery Series n°88 - 1960)[2],[3] Publié en français sous le titre  Tu viens, shérif ? - Série noire no 626 (1961) - Poche noire no 71 (1969)
- Eve, It's Extorsion - The Carter Brown Mystery Series no 40 (1957), Walk Softly Witch ![4] (édition révisée - The Carter Brown Mystery Series n°75 - 1959) (aux États-Unis : The Victim - Signet Books no S1633 1959) Publié en français sous le titre Envoyez la soudure ! - Série noire no 523 (1959) La Poche noire no 128 (1970) Carré noir no 386 (1981)
- No Law Against Angels - The Carter Brown Mystery Series no 43 (1957), The Body (édition révisée pour les États-Unis - Signet Books no S1527 1958) Publié en français sous le titre  À pâlir la nuit -  Série noire no 477 (1959) - La Poche noire no 11 (1967) - Carré noir no 57 (1972)
- Doll for the Big House - The Carter Brown Mystery Series no 46 (1957), The Bombshell (édition révisée - The Carter Brown Mystery Series no 85 1960), aux États-Unis : Signet Books no S1767 (1960) Publié en français sous le titre Ballet bleu - Série noire no 590 (1960) - Carré noir no 59 (1972)
- Chorine Makes a Killing - The Carter Brown Mystery Series no 48 (1957)
- The Unorthodox Corpse - The Carter Brown Mystery Series no 54 (1957) Publié en français sous le titre  Trois cadavres au pensionnat - Série noire no 506 (1959) - La Poche noire no 110 (1970) - Carré noir no 112 (1973)
- Death on the Downbeat (1958) - The Carter Brown Mystery Series no 57 (1958) - (aux États-Unis : The Corpse - Signet Books no S1606 1958) Publié en français sous le titre  Dites-le avec des pruneaux ! - Série noire no 491 (1959) - La Poche noire no 24 (1967) - Carré noir no 65 (1972)
- The Lover - The Carter Brown Mystery Series no 72 (1958), aux États-Unis : Signet Books no S1620 (1959) Publié en français sous le titre Du soleil pour les caves - Série noire no 500 (1959) - La Poche noire no 101 (1970) - Carré noir no 226 (1976)
- The Mistress - The Carter Brown Mystery Series no 73 (1958), aux États-Unis : Signet Books no S1594 (1959) Publié en français sous le titre Taille de croupière - Série noire no 512 (1959) - La Poche noire no 119 (1970) - Carré noir no 125 (1973)
- The Passionate - The Carter Brown Mystery Series no 77 (1959), aux États-Unis : Signet Books no S1674 (1959) Publié en français sous le titre Du feu par les naseaux - Série noire no 537 (1959) - La Poche noire no 158 (1971) - Carré noir no 579 (1986)
- The Wanton - The Carter Brown Mystery Series no 79 (1959), aux États-Unis : Signet Books no S1713 (1959) Publié en français sous le titre  Cash-cash - Série noire no 548 (1960) - La Poche noire no 149 (1971)
- The Dame - The Carter Brown Mystery Series no 82 (1959), aux États-Unis : Signet Books no S1738 (1959) Publié en français sous le titre Au sentiment - Série noire no 554 (1960) - Carré noir no 37 (1972)
- The Desired - The Carter Brown Mystery Series no 83 (1959, aux États-Unis : Signet Books no S1764 (1960)) Publié en français sous le titre Ferme ta malle ! Série noire no 1119 (1967) - Carré noir no 271 (1977)
- The Temptress - The Carter Brown Mystery Series no 87 (1960), aux États-Unis : Signet Books no S1817 (1960) Publié en français sous le titre Cible émouvante - Série noire no 603 (1960) - Carré noir no 91 (1972)
- The Stripper - The Carter Brown Mystery Series no 92 (1961), aux États-Unis : Signet Books no S1981 (1961) Publié en français sous le titre L'Effeuilleur - Série noire no 1055 (1966) - Carré noir no 288 (1978)
- The Tigress - The Carter Brown Mystery Series no 93 (1961), aux États-Unis : Signet Books no S1989 (1961) Publié en français sous le titre Une tigresse dans le moteur - Série noire no 1128 (1967) - Carré noir no 262 (1977)
- The Exotic - The Carter Brown Mystery Series no 94 (1961), aux États-Unis : Signet Books no S2009 (1961) Publié en français sous le titre Sauvons la farce ! - Série noire no 1131 (1967) - Carré noir no 266 (1977)
- Angel ! - The Carter Brown Mystery Series no 97 (1962), aux États-Unis : Signet Books no S2094 (1962) Publié en français sous le titre L'Ange aux ailes de plomb - Zed Haute tension no 11 (1963) - Série noire no 1557 (1973)
- The Hellcat - The Carter Brown Mystery Series no 99 (1962), aux États-Unis : Signet Books no S2122 (1962) Publié en français sous le titre Le Tronc, s.v.p. ! - Série noire no 777 (1963) - Carré noir no 216 (1975)
- The Lady is Transparent - The Carter Brown Mystery Series no 101 (1962), aux États-Unis : Signet Books no S2148 (1962) Publié en français sous le titre Diaphane en diable - Série noire no 765 (1963) - Carré noir no 274 (1978)
- The Dumdum Murder - The Carter Brown Mystery Series no 103 (1962), aux États-Unis : Signet Books no S2196 (1962) Publié en français sous le titre Loin de Ris-Orangis ! - Série noire no 802 (1963) - Continuez le massacre - Carré noir no 229 (1976)
- The Lady is Not Available - The Carter Brown Mystery Series no 105 (1963), aux États-Unis : The Lady is Available, Signet Books no S2244 (1963) Publié en français sous le titre Le Valseur énigmatique - Série noire no 835 (1963) - Carré noir no 258 (1977)
- The Sinners - The Carter Brown Mystery Series no 108 (1963) (aux États-Unis : The Girl Who Was Possessed - Signet Books no S2291 1963) Publié en français sous le titre La Nue et le Mort - Série noire no 847 (1964) - À la santé de Satan - Carré noir no 224 (1976)
- Girl in a Shroud - The Carter Brown Mystery Series no 111 (1963), aux États-Unis : Signet Books no S2344 (1963) Publié en français sous le titre La Ronflette - Série noire no 943 (1965) - Carré noir no 252 (1977)
- The Dance of Death - The Carter Brown Mystery Series no 117 (1964), aux États-Unis : Signet Books no G2425 (1964) Publié en français sous le titre Le Bal des osselets - Série noire no 991 (1965) - Carré noir no 227 (1976)
- The Vixen - The Carter Brown Mystery Series no 119 (1964) aux États-Unis : The Velvet Vixen - Signet Books no G2500 (1964) Publié en français sous le titre De poil et de poudre - Série noire no 905 (1965) - Carré noir no 234 (1976)
- A Corpse for Christmas - The Carter Brown Mystery Series no 126 (1965), aux États-Unis : Signet Books no D2683 (1965) Publié en français sous le titre Descente de cave - Série noire no 1023 (1966) - Carré noir no 248 (1977)
- The Hammer of Thor - The Carter Brown Mystery Series no 130 (1966), aux États-Unis : Signet Books no D2794 (1965) Publié en français sous le titre Le Marteau de Thor - Série noire no 1047 (1966) - Carré noir no 282 (1978)
- Target for Their Dark Desire - The Carter Brown Mystery Series no 134 (1967), aux États-Unis : Signet Books no D3017 (1966) Publié en français sous le titre Call-girl serenade - Série noire no 1143 (1967) - Carré noir no 225 (1976)
- Until Temptation Do Us Part - The Carter Brown Mystery Series no 136 (1967), aux États-Unis : Signet Books no D3122 (1967) Publié en français sous le titre Coup de tête - Série noire no 1161 (1967) - Carré noir no 300 (1979)
- The Plush-Lined Coffin - The Carter Brown Mystery Series no 140 (1967), aux États-Unis : Signet Books no D3289 (1967) Publié en français sous le titre Le Cercueil capitonné - Série noire no 1203 (1968) - Carré noir no 321 (1979)
- The Deep Cold Green - The Carter Brown Mystery Series no 144 (1968), aux États-Unis : Signet Books no D3623 (1968) Publié en français sous le titre Billets de faire-part - Série noire no 1299 (1969) - Carré noir no 327 (1979)
- The Up-Tight Blonde - The Carter Brown Mystery Series no 148 (1970), aux États-Unis : Signet Books no P3955 (1969) Publié en français sous le titre Remets ton péplum ! - Série noire no 1347 (1970)
- Burden of Guilt - The Carter Brown Mystery Series no 152 (1971), aux États-Unis : Signet Books no P4219 (1970) Publié en français sous le titre Le Poids du crime - Série noire no 1395 (1971)
- The Creative Murders - The Carter Brown Mystery Series no 157 (1971), aux États-Unis : Signet Books no T4520 (1971) Publié en français sous le titre Cascade rouge - Carré noir no 237 (1976)
- W.H.O.R.E. - The Carter Brown Mystery Series no 161 (1972), aux États-Unis : Signet Books no T4798 (1971) Publié en français sous le titre P.U.T.E.S. - Série noire no 1498 (1972) - Ah... les garces ! - Carré noir no 228 (1976)
- The Aseptic Murders - The Carter Brown Mystery Series no 164 (1972), aux États-Unis : Signet Books no T4961 (1972) Publié en français sous le titre Meurtres aseptiques - Série noire no 1548 (1972)
- The Clown - The Carter Brown Mystery Series no 168 (1973), aux États-Unis : Signet Books no T5206 (1972) Publié en français sous le titre Fais pas le clown ! - Série noire no 1637 (1973)
- The Born Loser - The Carter Brown Mystery Series no 171 (1973), aux États-Unis : Signet Books no T5496 (1973) Publié en français sous le titre En cabane, Papa ! - Carré noir no 240 (1976)
- Wheeler Fortune - Signet Books no T5795 (1974) (N'a pas été publié en Australie)[5] Publié en français sous le titre À corps et à cris - Carré noir no 243 (1976)
- Night Wheeler - Signet Books no Q6103 (1974) (Australie : Horwitz Publications no 180 1977) Publié en français sous le titre Ma tête sur le billard - Carré noir no 245 (1976)
- Wheeler, Dealer ! - Signet Books no Y6646, in association with Horwitz Publications (1975) Publié en français sous le titre Pralines 38 - Carré noir no 238 (1976)
- The Dream Merchant - Signet Books no Y7031 (1976) (Australie : Horwitz Publications no 181 1977) Publié en français sous le titre Le Cochon qui rêvasse - Carré noir no 277 (1978)
- Busted Wheeler (1977) -  Horwitz Publications, Inc, Bucks Books (aux États-Unis : Tower Publications - Belmont Tower Books no 51414) Publié en français sous le titre Le Violeur et la Voyeuse - Carré noir no 270 (1978)
- The Spanking Girls (1979) Tower Publications - Belmont Tower Books no 51383 Publié en français sous le titre Hou les vilaines ! - Carré noir no 330 (1980)
- Model for Murder  -  Horwitz Publications, Inc, Bucks Books no T108,  (ISBN 0725508442) (1980) (aux États-Unis : Tower Publications,  (ISBN 050551527X)) (Une nouvelle portant le même titre, mais avec une histoire différente, a été publiée en 1953 :  Transport Publishing Co Pty Ltd. for and on behalf of Horwitz Publications, Inc, Novelette Series)[6] Publié en français sous le titre C'est pas triste ! Carré noir no 377 (1981)
- The Wicked Widow - Tower Publications (1981), nommé The Antique Blonde dans les traductions Publié en français sous le titre Tous au pageot ! - Carré noir no 450 (1982)
- Stab in the Dark (1983) Publié en français sous le titre Le Péché capiteux - Carré noir no 513 (1984)

#### SérieDanny Boyd
- Cutie Wins a Corpse (1957) Publié en français sous le titre Miss Transe - Série noire no 572 (1960) - La Poche noire no 63 (1968)
- Walk Softly, Witch (1959) Publié en français sous le titre Pièce à tiroirs - Série noire no 531 (1959) - Carré noir no 13 (1972)
- Suddenly by Violence (1959) Publié en français sous le titre La Tournée des cocottes -  Carré noir no 279 (1978)
- Terror Comes Creeping (1959) Publié en français sous le titre Bouche, que veux-tu ? - Série noire no 560 (1960) - Carré noir no 72 (1972)
- The Wayward Wahiné (1960) Publié en français sous le titre Paréo-parade - Série noire no 584 (1960) - La Poche noire no 60 (1967)
- The Dream is Deadly (1960) Publié en français sous le titre Y'a du tirage - Série noire no 642 (1961) - Carré noir no 158 (1973)
- The Savage Salome (1961) Publié en français sous le titre On se tape la tête - Série noire no 638 (1961) - Carré noir no 151 (1973)
- The Sad-eyed Seductress (1961) Publié en français sous le titre Paradis au rabais - Zed Haute tension no 19 (1963) - Série noire no 1565 (1973)
- The Ice-Cold Nude (1962) Publié en français sous le titre Les Diams de la Couronne - Série noire no 812 (1963) - Carré noir no 230 (1976)
- Lover Don't Come Back (1962) Publié en français sous le titre Voleuse de santé - Série noire no 1002 (1966)
- Nymph to the Slaughter (1963) Publié en français sous le titre Une nymphe de perdue - Série noire no 935 (1965)
- The Passionate Pagan (1963) Publié en français sous le titre Nettoyage à chaud - Série noire no 862 (1964)
- The Silken Nightmare (1963) Publié en français sous le titre Minuit, païens ! - Série noire no 1661 (1975)
- Catch Me a Phoenix ! (1965) Publié en français sous le titre Du sang à l'encan - Série noire no 1007 (1966)
- The Sometime Wife (1965) Publié en français sous le titre L'Épouse du dimanche - Série noire no 1039 (1966)
- The Black Lace Hangover (1966) Publié en français sous le titre Tout sur le paletot - Série noire no 1111 (1967)
- House of Sorcery (1967) Publié en français sous le titre Le singe est au parfum - Série noire no 1191 (1968)
- The Mini-Murders (1968) Publié en français sous le titre Mini-meurtres - Série noire no 1263 (1969)
- Murder is the Message (1969) Publié en français sous le titre Sur les chapeaux de roues - Série noire no 1371 (1970)
- Only the Very Rich ? (1969) Publié en français sous le titre Chabanais chez les Zoulous - Série noire no 1323 (1970)
- The Coffin Bird (1970) Publié en français sous le titre Un jeu de folles - Série noire no 1431 (1971)
- The Sex Clinic (1971) Publié en français sous le titre Psychosexie - Série noire no 1465 (1972)
- So Move the Body (1973) Publié en français sous le titre Une môme en or massif - Série noire no 1678 (1974)
- Manhattan Cow-Boy (1973) Publié en français sous le titre Manhattan Cowboy - Carré noir no 249 (1977)
- The Early Boyd (1975) Publié en français sous le titre La Môme fouettard - Carré noir no 247 (1977)
- The Pipes are Calling (1976) Publié en français sous le titre Le Tortillard des pauvres - Carré noir no 287 (1978)
- The Savage Sisters (1976) Publié en français sous le titre Les Frangines en folie - Carré noir no 285 (1978)
- The Strawberry-Blonde Jungle (1978) Publié en français sous le titre La Veuve Pognon - Carré noir no 290 (1978)
- The Rip-Off (1978) Publié en français sous le titre La Jumelle en cavale - Carré noir no 314 (1979)
- Death to a Downbeat (1980) Publié en français sous le titre Rocking chéries - Carré noir no 408 (1981)[7]
- Kiss Michelle Goodbye (1981) Publié en français sous le titre Cash-sex - Carré noir no 464 (1983)
- The Real Boyd (1983) Publié en français sous le titre Faisans à foison - Carré noir no 522 (1984)

#### SérieRick Holman
- The Ever-Loving Blues (1961) Publié en français sous le titre Homicide blues - Série noire no 1031 (1966) (Danny Boyd participe à cette enquête de Rick Holman)
- Zelda (1961) Publié en français sous le titre Zelda la douce - Série noire no 1691 (1974)
- Murder in the Key Club (1963) Publié en français sous le titre Se méfier des contrefaçons - Série noire no 798 (1963) - Carré noir no 222 (1976)
- A Murderer Among Us (1962) Publié en français sous le titre Un tueur parmi nous - Série noire no 1095 (1967)
- Blonde on the Rocks (1963) Publié en français sous le titre Une blonde à l'eau - Série noire no 871 (1964) - Carré noir no 580 (1986)
- The Jade-Eyed Jungle (1963) Publié en français sous le titre Éclipse d'étoile - Série noire no 897 (1964) - Carré noir no 294 (1979)
- The White Bikini (1963) Publié en français sous le titre Le Bikini blanc - Série noire no 1079 (1966)
- The Wind-Up Doll (1963) Publié en français sous le titre La Poupée mécanique - Série noire no 927 (1965)
- The Never-Was Girl (1964) Publié en français sous le titre On demande une victime - Série noire no 975 (1965) - Carré noir no 582 (1986)
- Murder is a Package Deal (1964) Publié en français sous le titre Question de picaillons - Série noire no 951 (1965)
- Who Killed Doctor Sex ? (1964) Publié en français sous le titre Sens interdits -  Série noire no 967 (1965) - Carré noir no 581 (1986)
- Nude with a View (1965) Publié en français sous le titre Vue sur un nu - Série noire no 1015 (1966)
- The Girl from Outer Space (1965) Publié en français sous le titre La Star d'outre-monde - Série noire no 1063 (1966)
- Blonde on a Broomstick (1966) Publié en français sous le titre Enfourchez vos balais ! - Série noire no 1071 (1966)
- Play now...Kill Later (1966) Publié en français sous le titre Parasitectomie - Série noire no 1103 (1967)
- No Tears from the Widow (1966) Publié en français sous le titre La Veuve aux yeux secs - Série noire no 1149 (1967)
- The Deadly Kitten (1967) Publié en français sous le titre Orages inter-lopes - Série noire no 1215 (1968)
- Long time no Leola (1967) Publié en français sous le titre La Blonde éruptive - Série noire no 1179 (1968)
- Die Anytime, After Tuesday ! (1969) Publié en français sous le titre Hollywood-bacchanale - Série noire no 1335 (1970)
- The Flagellator (1969) Publié en français sous le titre La Vipère du manoir - Série noire no 1311 (1969)
- The Streaked-Blonde Slave (1969) Publié en français sous le titre La Blonde enchaînée - Série noire no 1359 (1970)
- A Good Year for Dwarfs (1970) Publié en français sous le titre Bonne Année pour les gnomes - Série noire no 1422 (1971)
- The Hang-Up Kid (1970) Publié en français sous le titre Pose ta chique ! - Série noire no 1383 (1971)
- Where Did Charity Go ? (1970) Publié en français sous le titre Où es-tu Charity ? - Série noire no 1431 (1971)
- The Coven (1971) Publié en français sous le titre Polissonneries - Série noire no 1453 (1971)
- The Invisible Flamini (1971) Publié en français sous le titre Flamini l'invisible - Série noire no 1534 (1972)
- The Pornbroker (1972) Publié en français sous le titre Pornorama - Série noire no 1597 (1973)
- The Master (1973) Publié en français sous le titre Maître, fais-moi peur - Série noire no 1645 (1974)
- Phreak-out ! (1973) Publié en français sous le titre La Sirène au ciné - Carré noir no 259 (1977)
- The Star-Crossed Lover (1974) Publié en français sous le titre Hollywood Bazar - Carré noir no 265 (1977)
- Negative in Blue (1974) Publié en français sous le titre La Reine des soiffardes - Carré noir no 267 (1977)
- Ride the Roller Coaster (1975) Publié en français sous le titre Le Scorpion indiscret - Carré noir no 263 (1977)
- Remember Maybelle? (1976) Publié en français sous le titre Ne pensez donc pas qu'à ça ! - Carré noir no 275 (1978)
- See it Again, Sam (1979) Publié en français sous le titre Au voyeur ! - Carré noir no 308 (1979)
- The Phantom Lady (1980) Publié en français sous le titre Safari Sapho - Carré noir no 349 (1980)
- The Swingers (1980) Publié en français sous le titre Dansons la camisole - Carré noir no 393 (1981)
- The Blonde Avalanche (1982) Publié en français sous le titre Du beau monde au balcon - Carré noir no 494 (1983)

#### SérieMavis Seidlitz
- The Killer is Kissable (1954) Publié en français sous le titre Le Fol Amour de Mavis - Série noire no 913 (1965) - La Poche noire no 92 (1969)
- Honey, Here's Your Hearse! (1955)
- A Bullett for My Baby (1955) Publié en français sous le titre Mavis se dévisse - Série noire no 675 (1961) - Carré noir no 195 (1974)
- Good Morning Mavis (1957) Publié en français sous le titre Jamais de Mavis - Série noire no 663 (1961) - Carré noir no 169 (1974)
- Murders Wears a Mantilla (1957) Publié en français sous le titre La Bergère en colère - Série noire no 657 (1961) - Carré noir no 165 (1974)
- The Loving and the Dead (1959) Publié en français sous le titre Un brin d'apocalypse - Série noire no 519 (1959) - Poche noire no 77 (1969) - Carré noir no 578 (1986)
- None But the Lethal Heart (1959) Publié en français sous le titre Adios, Chiquita ! - Série noire no 597 (1960) - Carré noir no 127 (1973)
- Tomorrow is Murder (1960) Publié en français sous le titre Demain, on tue - Série noire no 609 (1960) - La Poche noire no 140 (1971) - Carré noir no 401 (1981)
- Lament for a Lousy Lover (1960) Publié en français sous le titre Télé-mélo - Série noire no 650 (1961) - Carré noir no 161 (1973) (Al Wheeler participe également à cette enquête)
- The Bump and Grind Murders (1964) Publié en français sous le titre Sans voiles - Série noire no 959 (1965) - La Poche noire no 48 (1968)
- Seidlitz and the Super-Spy (1967) Publié en français sous le titre À coup de gaffes - Série noire no 1173 (1968)
- Murder is so Nostalgic (1972) Publié en français sous le titre Mavis et le Vice - Série noire no 1573 (1973)
- And the Undead Sing (1974) Publié en français sous le titre C'est vous le zombie ? - Carré noir no 255 (1977)

#### SérieRandy Roberts
- Murder in the Family Way (1970) Publié en français sous le titre La Fête d'une mère - Série noire no 1523 (1972)
- The Angry Amazons (1972) Publié en français sous le titre Oh ! ces amazones ! - Série noire no 1581 (1973) (Danny Boyd participe à cette enquête)
- The Seven Sirens (1972) Publié en français sous le titre Les Sept Sirènes - Série noire no 1685 (1974)
- Murder on High (1973) Publié en français sous le titre On se défonce ! - Série noire no 1653 (1974)
- Sex Trap (1975) Publié en français sous le titre Sombrerotico - Carré noir no 253 (1977)

#### SérieLarry Baker
- Swan Song for a Siren (1955) Publié en français sous le titre Œil de sphinx - Série noire no 700 (1962) - Carré noir no 181 (1974)
- Charlie Sent Me! (1963)
- No Blonde is an Island (1965) Publié en français sous le titre Le Diable incarné - Série noire no 983 (1965) - Carré noir no 583 (1986)
- So, What Killed the Vampire? (1966) Publié en français sous le titre Vampiriques Fredaines - Série noire no 1087 (1967)
- Had I But Groaned (1966) Publié en français sous le titre La Fosse aux sorcières - Série noire no 1251 (1968)
- True Son of the Beast! (1970) Publié en français sous le titre Le Mufle de la bête - Série noire no 1413 (1971)
- The Iron Maiden (1975) Publié en français sous le titre Le Tango des oubliettes - Carré noir no 251 (1977)

#### SériePaul Donavan
- Donavan (1974) Publié en français sous le titre Le Don Quichotte des canapés - Carré noir no 261 (1977)
- Donavan's Day (1975) Publié en français sous le titre Croupe Suzette - Carré noir no 257 (1977)
- Chinese Donavan (1976) Publié en français sous le titre Magouilles à Macao - Carré noir no 281 (1978)
- Donavan's Delight (1978) Publié en français sous le titre À saute-jarretelles - Carré noir no 283 (1978)

#### SérieMike Farrell
- The Million Dollars Babe (1961) Publié en français sous le titre Banco bidon - Carré noir no 273 (1978)
- The Scarlet Flush (1963) Publié en français sous le titre Carte forcée - Série noire no 883 (1964) - Carré noir no 233 (1976)

#### SérieAndy Kane
- The Guilt-Edged Cage (1962) Publié en français sous le titre Ma cabale à Macao - Série noire no 920 (1965)
- The Hong Kong Caper (1962) Publié en français sous le titre Dollars à vau l'eau - Série noire no 823 (1963)

#### Autres romans
- Venus Unarmed (1953)
- The Mermaid Murmurs Murder (1953)
- The Frame is Beautiful (1953)
- Fraulein is Feline (1953)
- Wreath for Rebecca (1953) Publié en français sous le titre Le Glas pour Rebecca - Série noire no 734 (1962) - Carré noir no 192 (1974)
- Murder, Paris Fashion (1954)
- Nemesis Wore Nylons (1954)
- Maid for Murder (1954)
- Homicide Hoyden (1954)
- A Morgue Amour (1954)
- Curtains for a Chorine (1955) Publié en français sous le titre Blague dans le coin - Série noire no 767 (1962) - Carré noir no 191 (1974)
- Shamus, Your Slip is Showing (1955)
- The Two-Timing Blonde (1955)
- Sob-Sister Cries Murder (1955)
- Curves for the Coroner (1955)
- Miss Called Muder (1955)
- Kiss and Kill (1955) Publié en français sous le titre Du beau linge - Série noire no 669 (1961) - Carré noir no 83 (1972)
- Kiss me Deadly (1955)
- The Wench is Wicked (1955)
- Shroud for my Suger (1955)
- Lead Astray (1955)
- Lipstick Larceny (1955)
- The Hoodlum Was a Honey (1956)
- Hot Seat for a Honey (1956)
- Murder by Miss Demeanor (1956) Publié en français sous le titre Un cœur qui saigne - Série noire no 790 (1963) - Carré noir no 220 (1976)
- Darling you're Doomed (1956)
- No Halo for Hedy (1956)
- Donna Died Laughing (1956) Publié en français sous le titre Trois têtes sous le même bonnet - Série noire no 746 (1962) - Carré noir no 213 (1975)
- Blonde, Beautiful and Blam ! (1956) Publié en français sous le titre Une blonde à réactions - Série noire no 579 (1960) - Poche noire no 167 (1971)
- Strictly for Felony (1956)
- Booty for a Babe (1956)
- Delilah was Deadly (1956)
- The Eve of His Dying (1956)
- Model of No Virtue (1956)
- My Darling is Deadpan (1956)
- The Bride was Beautiful (1956)
- The Lady Has no Convictions (1956)
- Baby, You're Guilt-Edged (1956)
- No Harp for My Angel (1956)
- Hi-Jack for a Jill (1956)
- Bid the Babe By-By (1956)
- Meet Murder, My Angel (1956)
- Caress Before Killing (1956)
- Sweatheart, This is Homicide (1956)
- Last Note for a Lovely (1956)
- The Minx is Murder (1957)
- Last Note for a Lovely (1957) Publié en français sous le titre Solo de baryton - Série noire no 630 (1961) - Carré noir no 130 (1973)
- Stripper, you've Sinned (1957) Publié en français sous le titre La Tournée du patron - Série noire no 815 (1960) - Carré noir no 101 (1972)
- Madam, you're Mayhem (1957) Publié en français sous le titre Allez, roulez ! - Série noire no 619 (1961) - Carré noir no 113 (1973)
- Sinner, You Slay Me! (1957)
- Wreath for a Redhead (1957)
- Ten Grand Tallulah and Temptation (1957)
- Bella Donna was Poison (1957) Publié en français sous le titre Au parfum - Série noire no 681 (1961) - Carré noir no 196 (1974)
- So Lovely She Lies (1958)
- Ice-Cold in Hermine (1958)
- Goddess Gone Bad (1958)
- No Body She Knows (1958) Publié en français sous le titre Juteux à souhait - Série noire no 740 (1962)
- Cutie Takes the Count (1958)
- No Future, Fair Lady (1958)
- Hi-Fi Fadeout (1958)
- Widow Bewitched (1958)
- Luck was no Lady (1958)
- Tempt a Tigresse (1958)
- The Charmed Chase (1958)
- High Fashion Homicide (1958)
- Deadly Miss (1958)
- Sinfully Yours (1958)
- Yogi Shrouds Yolanta, and Poison Ivy (1965)
- Graves, I Dig! (1960)
- The Myopic Mermaid (1961) Publié en français sous le titre La Bande à bobos - Carré noir no 292 (1978)
- Homicide Harem, and Felon Angel (1965)
- The Wicked Widow (1981)

### Ouvrages sous le nom de Caroline Farr
Publiés aux États-Unis aux éditions Signet. Inédits en France (?).
- Ces romans "gothiques" semblent attribués par erreur à Allan Geoffrey Yates, alias Carter Brown, et seraient en réalité l’œuvre de l'écrivain australien Richard Wilkes-Hunter [8]

- The House of Tomba (1966)
- Mansion of Evil (1966)
- A Castle in Spain (Web of Horror) (1966)
- The Secret of the Chateau (1967)
- Granite Folly  1967)
- Witch's Hammer (1967)
- So Near and Yet... (1968)
- House of Destiny (1969)
- The Secret of Castle Ferrara (1970)
- Terror on Duncan Island (1971)
- Dark Citadel (1971)
- The Towers of Fear (1972)
- A Castle in Canada (1972)
- House of Secrets (1972)
- House of Dark Illusions (1973)
- Dark Mansion (1974)
- The House on the Cliffs (1974)
- Mansion Malevolent (1974)
- Castle of Terror (1975)
- Mansion of Peril (1975)
- The Scream in the Storm (1975)
- Brecon Castle (1976)
- Chateau of Wolves (1976)
- Mansion of Menace (1976)
- House of Dark Illusions and Secrets (1977)
- The House of Landsdown (1977)
- House of Treachery (1977)
- Ravensnest (1977)
- House of Walhalla (1978)
- Heiress of Corsair Keep (1978)
- Heiress of Fear (1978)
- Island of Evil (1978)
- Sinister House (1978)
- Castle on the Loch (1979)
- Room of Secrets (1979)
- Castle on the Rhine (1979)
- Secret at Rawenswood (1980)

## Filmographie
- 1960 : Touchez pas aux blondes, film français réalisé par Maurice Cloche, avec Philippe Clay, Dario Moreno, Jany Clair
- 1963 : Blague dans le coin, film français réalisé par Maurice Labro, avec Fernandel, Perrette Pradier, Éliane d'Almeida, Jacques Monod

## Sources
- Claude Mesplède, Dictionnaire des littératures policières, vol. 1 : A - I, Nantes, Joseph K, coll. « Temps noir », 2007, 1054 p. (ISBN 978-2-910-68644-4, OCLC 315873251), p. 307-308
- Claude Mesplède et Jean-Jacques Schleret, SN, voyage au bout de la Noire : inventaire de 732 auteurs et de leurs œuvres publiés en séries Noire et Blème : suivi d'une filmographie complète, Paris, Futuropolis, 1982 (OCLC 11972030), p. 45-49